# Jeudy Valdez
Jeudy Emilio Valdez (nacido el 5 de mayo de 1989 en Baní) es un segunda base dominicano de ligas menores que se encuentra en la organización de los Padres de San Diego.
Valdez empezó su carrera profesional en 2006, jugando para el equipo de los Padres en la Liga Dominicana de Verano, bateando .238 con 12 bases robadas en 47 partidos. Jugó para los Arizona League Padres en 2007, bateando .281 con tres jonrones, 30 carreras impulsadas y 11 bases robadas en 47 partidos. En 2008, jugó para los Eugene Emeralds, bateando .227 con cinco jonrones y 22 carreras impulsadas en 59 partidos. Dividió la temporada 2009 entre los Arizona League Padres y Fort Wayne TinCaps, bateando .232 con 14 bases robadas en 61 partidos. Jugó en 132 partidos en 2010 para Fort Wayne TinCaps, bateando .247 con 10 jonrones, 76 carreras impulsadas 76 34 bases robadas.